# Alexander Ladig
Alexander Ladig (* 21. Juli 1974 in Schwerin) ist ein ehemaliger deutscher Handballspieler. Er spielte in der Regel auf der Linksaußenposition.

## Karriere
Seit der Saison 1991 spielte Alexander Ladig in der 1. Männermannschaft des SV Post Schwerin in der 2. Handball-Bundesliga Nord. Zuletzt war er Kapitän der Mannschaft. Ab der Saison 2008/2009 übernahm er auch das Traineramt bei den Oberligahandballern des Banzkower SV. Er wechselte zur Saison 2010/2011 zum HC Empor Rostock. Nach seiner Profilaufbahn machte sich Ladig mit einem Catering-Unternehmen selbständig. 
Ladigs Vater, Hans-Dieter Ladig, war ebenfalls ein erfolgreicher Handballspieler.

## Erfolge
- zweimaliger Aufstieg in die 1. Handball-Bundesliga mit dem SV Post Schwerin